# Castellviny
Castellviny es una localidad perteneciente al municipio de Sort, en la provincia de Lérida, comunidad autónoma de Cataluña, España. En 2019 contaba con 5 habitantes.